# Guido Daniele
Guido Daniele (1950) es un artista que vive y trabaja en Milán, Italia. Conocido en los últimos años sobre todo por sus pinturas sobre piel, ha realizado varias exposiciones de pintura de animales sobre manos.

## Infancia y educación
Daniele nació en Soverato (Calabria), Italia. En 1972, se graduó en la Escuela de Arte Brera, y asistió a la escuela india Tankas hasta 1974.

## Carrera
Daniele ha trabajado como ilustrador hiperrealista, con editoriales y compañías de publicidad, innovando y probando diversas técnicas de pintura. En 1990, desarrolló una técnica de pintura sobre el cuerpo. Cabe destacar sus numerosas pinturas de animales sobre manos de personas de distintas edades.

## Premios
Le fue concedido el premio "Héroe del Año" en 2007 por la cadena de televisión Animal Planet.